# ISO 3166-2:GL
ISO 3166-2:GL es la entrada para Groenlandia en ISO 3166-2, parte de los códigos de normalización ISO 3166 publicados por la Organización Internacional de Normalización (ISO), que define los códigos para los nombres de las principales subdivisiones (p.ej., provincias o estados) de todos los países codificados en ISO 3166-1.
En la actualidad, para Groenlandia los códigos ISO 3166-2 se definen para 5 municipios. El Parque nacional del noreste de Groenlandia y la Base aérea de Thule, que no están incorporadas y no forman parte de municipio alguno, quedan fuera de la lista.
Cada código consta de dos partes, separadas por un guion. La primera parte es GL, el código ISO 3166-1 alfa-2 para Groenlandia. La segunda parte tiene dos letras.

## Códigos actuales
Los nombres de las subdivisiones se ordenan según el estándar ISO 3166-2 publicado por la Agencia de Mantenimiento ISO 3166 (ISO 3166/MA).
Los códigos ISO 639-1 se usan para representar los nombres de las subdivisiones en los siguientes idiomas oficiales:
- (kl): Kalaallisut

Pulsa sobre el botón en la cabecera para ordenar cada columna.
| Código | Nombre de la subdivisión (kl) |
| ------ | ----------------------------- |
| GL-AV  | Avannaata Kommunia            |
| GL-KU  | Kommune Kujalleq              |
| GL-QT  | Kommune Qeqertalik            |
| GL-SM  | Kommuneqarfik Sermersooq      |
| GL-QE  | Qeqqata Kommunia              |

## Cambios
Los siguientes cambios de entradas han sido anunciados en los boletines de noticias emitidos por el ISO 3166/MA desde la primera publicación del ISO 3166-2 en 1998, cesando esta actividad informativa en 2013.
| Informe                       | Fecha de emisión | Descripción del cambio reportado                                                                         | Cambio de código o subdivisión                                                                                                |
| ----------------------------- | ---------------- | --- | --- |
| Boletín II-2                  | 2010-06-30       | Se añaden y se actualizan las estructuras administrativas, de la lista y las fuentes de código           | Subdivisiones añadidas:GL-KU Kommune Kujalleq GL-QA Qaasuitsup Kommunia GL-QE Qeqqata Kommunia GL-SM Kommuneqarfik Sermersooq |
| Plataforma en línea de la ISO | 2018-11-26       | Se suprime el municipio GL-QA; se añaden los municipios GL-AV, GL-QT; se actualiza la fuente de la lista | Subdivisión suprimida:GL-QA Qaasuitsup Kommunia Subdivisiones añadidas: GL-AV Avannaata Kommunia GL-QT Kommune Qeqertalik     |